# 유곤치
중산강왕 유곤치(中山糠王 劉昆侈, ? ~ 기원전 90년)는 중국 전한의 황족·제후왕으로, 중산왕이다. 중산애왕 유창의 아들이다.

## 생애
《한서》 제후왕표와 경십삼왕전은 2대 전 기원전 154년에 봉해진 중산정왕의 재위 기간이 각각 42년·43년이고, 그 다음인 중산애왕의 재위 기간은 2년·1년이라 중산강왕 원년은 모두 기원전 110년이다. 양쪽에서 모두 중산강왕 21년(기원전 90년)에 죽어 아들 중산경왕 유보가 뒤를 이었다 한다. 《사기》 한흥이래제후왕표와 오종세가는 중산정왕의 재위 기간이 42년이고 중산애왕의 재위 기간은 1년이라 중산강왕 원년이 기원전 111년이다. 그러나 사기의 집필 연대가 중산강왕이 죽기 전이라 몰년은 수록되지 않았다.

## 가계
- 중산애왕 유창
  - 중산강왕 유곤치
    - 중산경왕 유보
    - 성헌후 유희
    - 선처절후 유장

성헌후는 원봉 5년(기원전 106년) 11월 경자일에, 선처절후는 본시 3년(기원전 71년) 6월 갑진일에 봉해졌다.